# Сан Ђузепе (Рим)
Сан Ђузепе је насеље у Италији у округу Рим, региону Лацио.
Према процени из 2011. у насељу је живело 50 становника. Насеље се налази на надморској висини од 369 м.